# Miguel Ángel Cuéllar
Miguel Ángel Cuéllar Vera (25 de septiembre de 1982, Salto del Guairá, Paraguay) es un exfutbolista profesional Paraguayo que jugaba de delantero.

## Clubes
| Club               | País      | Año       | Partidos | Goles | Media goleadora |
| ------------------ | --------- | --------- | -------- | ----- | --------------- |
| Sportivo Luqueño   | Paraguay  | 2004-2005 | 33       | 17    | 0.49            |
| 12 de octubre      | Paraguay  | 2005      | 26       | 13    | 0.50            |
| Club Bolívar       | Bolivia   | 2006      | 25       | 13    | 0.50            |
| CFR Cluj           | Rumania   | 2007      | 16       | 9     | 0.51            |
| Sol de América     | Paraguay  | 2007      | 29       | 17    | 0.52            |
| Tigre              | Argentina | 2008      | 5        | 00    | 0.00            |
| Oriente Petrolero  | Bolivia   | 2009      | 17       | 15    | 0.56            |
| 3 de Febrero       | Paraguay  | 2010      | 19       | 12    | 0.54            |
| Deportivo Pereira  | Colombia  | 2010      | 19       | 12    | 0.53            |
| Cobresal           | Chile     | 2011-2012 | 67       | 39    | 0.54            |
| Cobreloa           | Chile     | 2013      | 42       | 4     | 0.52            |
| Deportes La Serena | Chile     | 2014      | 21       | 12    | 0.53            |
| Club San José      | Bolivia   | 2014-2015 | 13       | 2     |                 |